# Elecciones municipales de España de 2019
Las elecciones municipales de España de 2019 se celebraron el domingo 26 de mayo. Se eligieron  los concejales de todos los ayuntamientos, así como los alcaldes en el caso de los municipios con concejo abierto.
Los concejales de los ayuntamientos son elegidos a través de un sistema proporcional (con reparto d'Hondt), con listas cerradas y un umbral electoral del 5 %. Los alcaldes de municipios en régimen de concejo abierto son elegidos mediante un sistema mayoritario. Los resultados de estos comicios también comportarán la elección indirecta de diputados provinciales.

## Demografía electoral 2019
La web de resultados electorales del Ministerio del Interior refleja los siguientes datos de demografía electoral 2019:
| Población Total | 47 007 367 | Municipios de España, la circunscripción electoral. |
| Censo Electoral | 35 221 005 | Municipios de España, la circunscripción electoral. |
| Votantes        | 22 964 058 | Municipios de España, la circunscripción electoral. |
| Votos válidos   | 22 750 952 | Municipios de España, la circunscripción electoral. |
| Votos en blanco | 214 259    | Municipios de España, la circunscripción electoral. |
| Votos nulos     | 213 106    | Municipios de España, la circunscripción electoral. |
| Municipios      | 8093       | Municipios de España, la circunscripción electoral. |

## Resultados en municipios
En la siguiente tabla figuran las candidaturas con representantes electos fruto de las elecciones locales del 26 de mayo en los plenos de algunos de los municipios españoles con más de 500 000 habitantes:
|  | 30,99 % |

|  | 24,25 % |

|  | 19,17 % |

|  | 13,75 % |

|  | 7,67 % |

|  | 21,37 % |

|  | 20,74 % |

|  | 18,41 % |

|  | 13,18 % |

|  | 10,51 % |

|  | 5,01 % |

|  | 27,44 % |

|  | 21,78 % |

|  | 19,30 % |

|  | 17,61 % |

|  | 7,26 % |

|  | 39,24 % |

|  | 23,15 % |

|  | 14,10 % |

|  | 12,45 % |

|  | 7,95 % |

|  | 28,00 % |

|  | 22,04 % |

|  | 18,26 % |

|  | 10,08 % |

|  | 6,20 % |

|  | 6,17 % |

|  | 39,75 % |

|  | 32,53 % |

|  | 10,58 % |

|  | 7,79 % |

## Municipios con más de500 000habitantes
| N.º | Nombre    | Población (1 de enero de 2020) | Provincia           | Comunidad autónoma   |
| --- | --------- | ------------------------------ | ------------------- | -------------------- |
| 1   | Madrid    | 3 334 730                      | Comunidad de Madrid | Comunidad de Madrid  |
| 2   | Barcelona | 1 664 182                      | Barcelona           | Cataluña             |
| 3   | Valencia  | 800 215                        | Valencia            | Comunidad Valenciana |
| 4   | Sevilla   | 691 395                        | Sevilla             | Andalucía            |
| 5   | Zaragoza  | 681 877                        | Zaragoza            | Aragón               |
| 6   | Málaga    | 578 460                        | Málaga              | Andalucía            |

## Municipios con más de200 000y menos de500 000habitantes
| N.º | Nombre                                                                                      | Población (1 de enero de 2020) | Provincia                  | Comunidad autónoma         |
| --- | ------------------------------------------------------------------------------------------- | ------------------------------ | -------------------------- | -------------------------- |
| 7   | Murcia (José Antonio Serrano Martínez - Partido Socialista de la Región de Murcia)          | 459 403                        | Región de Murcia           | Región de Murcia           |
| 8   | Palma de Mallorca (José Hila - Partido Socialista de las Islas Baleares)                    | 422 587                        | Islas Baleares             | Islas Baleares             |
| 9   | Las Palmas de Gran Canaria (Augusto Hidalgo - Partido Socialista de Canarias)               | 381 223                        | Las Palmas                 | Canarias                   |
| 10  | Bilbao (Juan Mari Aburto - Partido Nacionalista Vasco)                                      | 350 184                        | Vizcaya                    | País Vasco                 |
| 11  | Alicante (Luis Barcala - Partido Popular de la Comunidad Valenciana)                        | 337 482                        | Alicante                   | Comunidad Valenciana       |
| 12  | Córdoba (José María Bellido - Partido Popular Andaluz)                                      | 326 039                        | Córdoba                    | Andalucía                  |
| 13  | Valladolid (Óscar Puente - Partido Socialista de Castilla y León)                           | 298 265                        | Valladolid                 | Castilla y León            |
| 14  | Vigo (Abel Caballero - Partido dos Socialistas de Galicia-PSOE)                             | 296 692                        | Pontevedra                 | Galicia                    |
| 15  | Gijón ( Ana González - Federación Socialista Asturiana)                                     | 284 877                        | Principado de Asturias     | Principado de Asturias     |
| 16  | Hospitalet de Llobregat (Núria Marín Martínez - Partido de los Socialistas de Cataluña)     | 269 382                        | Barcelona                  | Cataluña                   |
| 17  | Vitoria (Gorka Urtaran - Partido Nacionalista Vasco)                                        | 253 996                        | Álava                      | País Vasco                 |
| 18  | La Coruña (Inés Rey - Partido dos Socialistas de Galicia-PSOE)                              | 247 604                        | La Coruña                  | Galicia                    |
| 19  | Elche (Carlos González Serna - Partido Socialista del País Valenciano)                      | 234 765                        | Alicante                   | Comunidad Valenciana       |
| 20  | Granada (Francisco Cuenca-Partido Socialista Obrero Español de Andalucía)                   | 233 648                        | Granada                    | Andalucía                  |
| 21  | Tarrasa (Jordi Ballart- Tot per Terrassa)                                                   | 223 627                        | Barcelona                  | Cataluña                   |
| 22  | Badalona (Rubén Guijarro - Partido de los Socialistas de Cataluña)                          | 223 166                        | Barcelona                  | Cataluña                   |
| 23  | Oviedo (Alfredo Canteli - Partido Popular de Asturias)                                      | 216 610                        | Principado de Asturias     | Principado de Asturias     |
| 24  | Sabadell (Marta Farrés - Partido de los Socialistas de Cataluña)                            | 216 520                        | Barcelona                  | Cataluña                   |
| 25  | Cartagena (Noelia Arroyo-Partido Popular de Murcia)                                         | 216 108                        | Región de Murcia           | Región de Murcia           |
| 26  | Jerez de la Frontera (Mamen Sánchez Díaz - Partido Socialista Obrero Español de Andalucía)  | 213 105                        | Cádiz                      | Andalucía                  |
| 27  | Móstoles (Noelia Posse Gómez - Partido Socialista Obrero Español de la Comunidad de Madrid) | 210 309                        | Comunidad de Madrid        | Comunidad de Madrid        |
| 28  | Santa Cruz de Tenerife (José Manuel Bermúdez Esparza - Coalición Canaria)                   | 209 194                        | Santa Cruz de Tenerife     | Canarias                   |
| 29  | Pamplona (Enrique Maya - Navarra Suma/Unión del Pueblo Navarro)                             | 203 944                        | Comunidad Foral de Navarra | Comunidad Foral de Navarra |
| 30  | Almería (Ramón Fernández-Pacheco Monterreal — Partido Popular Andaluz)                      | 201 322                        | Almería                    | Andalucía                  |

## Elecciones por territorio 2019
- Andalucía
  - Elecciones municipales de la provincia de Almería de 2019
    - Elecciones municipales de 2019 en Albanchez
    - Elecciones municipales de 2019 en Almería

  - Elecciones municipales de la provincia de Cádiz de 2019
    - Elecciones municipales de 2019 en Cádiz
    - Elecciones municipales de 2019 en Jerez de la Frontera
    - Elecciones municipales de 2019 en San Fernando

  - Elecciones municipales de la provincia de Córdoba de 2019
    - Elecciones municipales de 2019 en Córdoba
    - Elecciones municipales de 2019 en Montalbán de Córdoba

  - Elecciones municipales de la provincia de Granada de 2019
    - Elecciones municipales de 2019 en Granada
    - Elecciones municipales de 2019 en Santa Fe

  - Elecciones municipales de la provincia de Huelva de 2019
  - Elecciones municipales de la provincia de Jaén de 2019
  - Elecciones municipales de la provincia de Málaga de 2019
    - Elecciones municipales de 2019 en Estepona
    - Elecciones municipales de 2019 en Málaga
    - Elecciones municipales de 2019 en Vélez-Málaga

  - Elecciones municipales de la provincia de Sevilla de 2019
    - Elecciones municipales de 2019 en Sevilla

- Aragón
  - Elecciones municipales de la provincia de Huesca de 2019
  - Elecciones municipales de la provincia de Teruel de 2019
    - Elecciones municipales de 2019 en Cedrillas
    - Elecciones municipales de 2019 en Teruel

  - Elecciones municipales de la provincia de Zaragoza de 2019
    - Elecciones municipales de 2019 en Zaragoza

- Cantabria
  - Elecciones municipales de 2019 en Cantabria

- Castilla y León
  - Elecciones municipales de 2019 en la provincia de Ávila
    - Elecciones municipales de 2019 en Ávila
    - Elecciones municipales de 2019 en La Adrada

  - Elecciones municipales de 2019 en la provincia de Burgos
    - Elecciones municipales de 2019 en Burgos
    - Elecciones municipales de 2019 en Cardeñuela de Riopico

  - Elecciones municipales de 2019 en la provincia de León
    - Elecciones municipales de 2019 en Bembibre

  - Elecciones municipales de 2019 en la provincia de Palencia
    - Elecciones municipales de 2019 en Palencia

  - Elecciones municipales de 2019 en la provincia de Salamanca
  - Elecciones municipales de 2019 en la provincia de Segovia
  - Elecciones municipales de 2019 en la provincia de Soria
  - Elecciones municipales de 2019 en la provincia de Valladolid
    - Elecciones municipales de 2019 en Valladolid

  - Elecciones municipales de 2019 en la provincia de Zamora
    - Elecciones municipales de 2019 en Zamora
- Castilla-La Mancha
  - Elecciones municipales de 2019 en la provincia de Albacete
    - Elecciones municipales de 2019 en Albacete

  - Elecciones municipales de 2019 en la provincia de Ciudad Real
  - Elecciones municipales de 2019 en la provincia de Cuenca
    - Elecciones municipales de 2019 en Horcajo de Santiago

  - Elecciones municipales de 2019 en la provincia de Guadalajara
    - Elecciones municipales de 2019 en Pastrana

  - Elecciones municipales de 2019 en la provincia de Toledo
    - Elecciones municipales de 2019 en Carranque
    - Elecciones municipales de 2019 en Talavera de la Reina

- Cataluña
  - Elecciones municipales de 2019  en la provincia de Barcelona
    - Elecciones municipales de 2019 en Barcelona
    - Elecciones municipales de 2019 en Tarrasa
    - Elecciones municipales de 2019 en Sabadell
    - Elecciones municipales de 2019 en Badalona

  - Elecciones municipales de 2019 en la provincia de Gerona
  - Elecciones municipales de 2019 en la provincia de Lérida
  - Elecciones municipales de 2019 en la provincia de Tarragona

- Ceuta
  - Elecciones a la Asamblea de Ceuta de 2019

- Comunidad de Madrid
  - Elecciones municipales de 2019 en la Comunidad de Madrid
    - Elecciones municipales de 2019 en Alcalá de Henares
    - Elecciones municipales de 2019 en Alcorcón
    - Elecciones municipales de 2019 en Anchuelo
    - Elecciones municipales de 2019 en Aranjuez
    - Elecciones municipales de 2019 en Arganda del Rey
    - Elecciones municipales de 2019 en Arroyomolinos
    - Elecciones municipales de 2019 en Batres
    - Elecciones municipales de 2019 en Belmonte de Tajo
    - Elecciones municipales de 2019 en Casarrubuelos
    - Elecciones municipales de 2019 en Chinchón
    - Elecciones municipales de 2019 en Ciempozuelos
    - Elecciones municipales de 2019 en Colmenar de Oreja
    - Elecciones municipales de 2019 en Coslada
    - Elecciones municipales de 2019 en Cubas de la Sagra
    - Elecciones municipales de 2019 en Estremera
    - Elecciones municipales de 2019 en Fuenlabrada
    - Elecciones municipales de 2019 en Fuentidueña de Tajo
    - Elecciones municipales de 2019 en Getafe
    - Elecciones municipales de 2019 en Griñón
    - Elecciones municipales de 2019 en Humanes de Madrid
    - Elecciones municipales de 2019 en Leganés
    - Elecciones municipales de 2019 en Loeches
    - Elecciones municipales de 2019 en Madrid
    - Elecciones municipales de 2019 en Mejorada del Campo
    - Elecciones municipales de 2019 en Moraleja de Enmedio
    - Elecciones municipales de 2019 en Morata de Tajuña
    - Elecciones municipales de 2019 en Móstoles
    - Elecciones municipales de 2019 en Parla
    - Elecciones municipales de 2019 en Pinto
    - Elecciones municipales de 2019 en Rivas-Vaciamadrid
    - Elecciones municipales de 2019 en San Fernando de Henares
    - Elecciones municipales de 2019 en San Martín de la Vega
    - Elecciones municipales de 2019 en Santorcaz
    - Elecciones municipales de 2019 en Santos de la Humosa
    - Elecciones municipales de 2019 en Serranillos del Valle
    - Elecciones municipales de 2019 en Titulcia
    - Elecciones municipales de 2019 en Torrejón de Ardoz
    - Elecciones municipales de 2019 en Torrejón de la Calzada
    - Elecciones municipales de 2019 en Torrejón de Velasco
    - Elecciones municipales de 2019 en Torres de la Alameda
    - Elecciones municipales de 2019 en Valdemoro
    - Elecciones municipales de 2019 en Velilla de San Antonio
    - Elecciones municipales de 2019 en Villaconejos
    - Elecciones municipales de 2019 en Villalbilla
    - Elecciones municipales de 2019 en Villamanrique de Tajo
    - Elecciones municipales de 2019 en Villarejo de Salvanés

- Comunidad Valenciana
  - Elecciones municipales de 2019 en la provincia de Alicante
  - Elecciones municipales de 2019 en la provincia de Castellón
  - Elecciones municipales de 2019 en la provincia de Valencia
    - Elecciones municipales de 2019 en Valencia

- Extremadura
  - Elecciones municipales de 2019 en la provincia de Badajoz
    - Elecciones municipales de 2019 en Barcarrota
    - Elecciones municipales de 2019 en Fregenal de la Sierra

  - Elecciones municipales de 2019 en la provincia de Cáceres

- Galicia
  - Elecciones municipales de 2019  en la provincia de La Coruña
    - Elecciones municipales de 2019 en Betanzos
    - Elecciones municipales de 2019 en La Coruña

  - Elecciones municipales de 2019 en la provincia de Lugo
  - Elecciones municipales de 2019 en la provincia de Orense
  - Elecciones municipales de 2019 en la provincia de Pontevedra

- Islas Baleares
  - Elecciones municipales de 2019 en el Consejo Insular de Mallorca
  - Elecciones municipales de 2019 en el Consejo Insular de Menorca
  - Elecciones municipales de 2019 en el Consejo Insular de Ibiza
  - Elecciones municipales de 2019 en el Consejo Insular de Formentera

- Islas Canarias
  - Elecciones municipales de 2019 en El Hierro
  - Elecciones municipales de 2019 en Fuerteventura
  - Elecciones municipales de 2019 en Gran Canaria
    - Elecciones municipales de 2019 en Las Palmas de Gran Canaria
    - Elecciones municipales de 2019 en Telde

  - Elecciones municipales de 2019 en Lanzarote
  - Elecciones municipales de 2019 en La Gomera
  - Elecciones municipales de 2019 en La Palma
  - Elecciones municipales de 2019 en Tenerife
    - Elecciones municipales de 2019 en Santa Cruz de Tenerife
    - Elecciones municipales de 2019 en San Cristóbal de La Laguna
    - Elecciones municipales de 2019 en La Orotava

- La Rioja
  - Elecciones municipales de 2019 en La Rioja

- Melilla
  - Elecciones a la Asamblea de Melilla de 2019

- Navarra
  - Elecciones municipales de 2019 en Navarra
    - Elecciones municipales de 2019 en Pamplona

- País Vasco
  - Elecciones municipales de 2019 en Álava
    - Elecciones municipales de 2019 en Vitoria

  - Elecciones municipales de 2019 en Guipúzcoa
  - Elecciones municipales de 2019 en Vizcaya
    - Elecciones municipales de 2019 en Baracaldo

- Principado de Asturias
  - Elecciones municipales de 2019 en Asturias
    - Elecciones municipales de 2019 en Gijón
    - Elecciones municipales de 2019 en Oviedo

- Región de Murcia
  - Elecciones municipales de 2019 en la Región de Murcia
    - Elecciones municipales de 2019 en Murcia

## Alcaldes salientes y alcaldes electos en municipios capitales de provincia y de más de 50 000 habitantes
| Municipio                  | Población Enero de 2018 | Alcalde saliente               | Partido | Partido                  | Alcalde electo                 | Partido | Partido            |
| -------------------------- | ----------------------- | ------------------------------ | ------- | ------------------------ | ------------------------------ | ------- | ------------------ |
| Madrid                     | 3.223.334               | Manuela Carmena                |         | Ahora Madrid             | José Luis Martínez-Almeida     |         | PPCM               |
| Barcelona                  | 1.620.343               | Ada Colau                      |         | Barcelona en Comú        | Ada Colau                      |         | Barcelona en Comú  |
| Valencia                   | 791.413                 | Joan Ribó                      |         | Compromís                | Joan Ribó                      |         | Compromís          |
| Sevilla                    | 688.711                 | Juan Espadas                   |         | PSOE-A                   | Juan Espadas                   |         | PSOE-A             |
| Zaragoza                   | 666.880                 | Pedro Santisteve               |         | Zaragoza en Común        | Jorge Azcón                    |         | PP                 |
| Málaga                     | 571.026                 | Francisco de la Torre          |         | PP-A                     | Francisco de la Torre          |         | PP-A               |
| Murcia                     | 447.182                 | José Ballesta                  |         | PP                       | José Ballesta                  |         | PP                 |
| Palma de Mallorca          | 409.661                 | Antoni Noguera                 |         | MÉS                      | José Hila                      |         | PSIB               |
| Las Palmas de Gran Canaria | 378.517                 | Augusto Hidalgo                |         | PSOE Canarias            | Augusto Hidalgo                |         | PSOE Canarias      |
| Bilbao                     | 345.821                 | Juan María Aburto              |         | PNV                      | Juan María Aburto              |         | PNV                |
| Alicante                   | 331.577                 | Luis Barcala                   |         | PPCV                     | Luis Barcala                   |         | PPCV               |
| Córdoba                    | 325.708                 | Isabel Ambrosio                |         | PSOE-A                   | José María Bellido             |         | PP-A               |
| Valladolid                 | 298.866                 | Óscar Puente                   |         | PSOE                     | Óscar Puente                   |         | PSOE               |
| Vigo                       | 293.642                 | Abel Caballero                 |         | PSdeG-PSOE               | Abel Caballero                 |         | PSdeG-PSOE         |
| Gijón                      | 271.843                 | Carmen Moriyón                 |         | Foro Asturias            | Ana González                   |         | FSA-PSOE           |
| Hospitalet de Llobregat    | 261.068                 | Núria Marín                    |         | PSC                      | Núria Marín                    |         | PSC                |
| Vitoria                    | 249.176                 | Gorka Urtaran                  |         | PNV                      | Gorka Urtaran                  |         | PNV                |
| La Coruña                  | 244.850                 | Xulio Ferreiro                 |         | Marea Atlántica          | Inés Rey                       |         | PSdeG-PSOE         |
| Granada                    | 232.208                 | Francisco Cuenca               |         | PSOE-A                   | Luis Salvador                  |         | Ciudadanos         |
| Elche                      | 230.625                 | Carlos González Serna          |         | PSPV-PSOE                | Carlos González Serna          |         | PSPV-PSOE          |
| Oviedo                     | 220.020                 | Wenceslao López                |         | FSA-PSOE                 | Alfredo Canteli                |         | PP de Asturias     |
| Tarrasa                    | 218.535                 | Alfredo Vega                   |         | PSC                      | Jordi Ballart                  |         | Tot per Terrassa   |
| Badalona                   | 217.741                 | Àlex Pastor                    |         | PSC                      | Àlex Pastor                    |         | PSC                |
| Cartagena                  | 213.943                 | Ana Belén Castejón             |         | PSRM-PSOE                | Ana Belén Castejón             |         | No adscrito        |
| Jerez de la Frontera       | 212.879                 | Mamen Sánchez Díaz             |         | PSOE-A                   | Mamen Sánchez Díaz             |         | PSOE-A             |
| Sabadell                   | 211.734                 | Maties Serracant i Camps       |         | Crida per Sabadell       | Marta Farrés                   |         | PSC                |
| Móstoles                   | 207.095                 | Noelia Posse                   |         | PSOE-M                   | Noelia Posse                   |         | PSOE-M             |
| Santa Cruz de Tenerife     | 204.856                 | José Manuel Bermúdez Esparza   |         | CC                       | Patricia Hernández             |         | PSOE               |
| Pamplona                   | 199.066                 | Joseba Asiron                  |         | EH Bildu                 | Enrique Maya                   |         | Navarra Suma       |
| Almería                    | 196.851                 | Ramón Fernández-Pacheco        |         | PP-A                     | Ramón Fernández-Pacheco        |         | PP-A               |
| Alcalá de Henares          | 193.751                 | Javier Rodríguez Palacios      |         | PSOE-M                   | Javier Rodríguez Palacios      |         | PSOE-M             |
| Fuenlabrada                | 193.586                 | Francisco Javier Ayala         |         | PSOE-M                   | Francisco Javier Ayala         |         | PSOE-M             |
| Leganés                    | 188.425                 | Santiago Llorente              |         | PSOE-M                   | Santiago Llorente              |         | PSOE-M             |
| San Sebastián              | 186.665                 | Eneko Goia                     |         | PNV                      | Eneko Goia                     |         | PNV                |
| Getafe                     | 180.747                 | Sara Hernández Barroso         |         | PSOE-M                   | Sara Hernández Barroso         |         | PSOE-M             |
| Burgos                     | 175.921                 | Javier Lacalle                 |         | PP                       | Daniel de la Rosa              |         | PSOE               |
| Albacete                   | 173.050                 | Manuel Serrano López           |         | PP                       | Vicente Casañ                  |         | Ciudadanos         |
| Santander                  | 172.044                 | Gema Igual                     |         | PP de Cantabria          | Gema Igual                     |         | PP de Cantabria    |
| Castellón de la Plana      | 170.888                 | Amparo Marco                   |         | PSPV-PSOE                | Amparo Marco                   |         | PSPV-PSOE          |
| Alcorcón                   | 169.502                 | David Pérez García             |         | PPCM                     | Natalia de Andrés              |         | PSOE-M             |
| San Cristóbal de la Laguna | 155.549                 | José Alberto Díaz              |         | CC                       | Luis Yeray Gutiérrez           |         | PSOE               |
| Logroño                    | 151.113                 | Cuca Gamarra                   |         | PP                       | Pablo Hermoso de Mendoza       |         | PSOE               |
| Badajoz                    | 150.530                 | Francisco Javier Fragoso       |         | PP de Extremadura        | Francisco Javier Fragoso       |         | PP de Extremadura  |
| Huelva                     | 144.258                 | Gabriel Cruz Santana           |         | PSOE-A                   | Gabriel Cruz Santana           |         | PSOE-A             |
| Salamanca                  | 143.978                 | Carlos Manuel García Carbayo   |         | PP                       | Carlos Manuel García Carbayo   |         | PP                 |
| Marbella                   | 141.463                 | Ángeles Muñoz                  |         | PP-A                     | Ángeles Muñoz                  |         | PP-A               |
| Lérida                     | 137.856                 | Fèlix Larrosa                  |         | PSC                      | Miquel Pueyo                   |         | ERC                |
| Dos Hermanas               | 133.168                 | Francisco Toscano Sánchez      |         | PSOE-A                   | Francisco Toscano Sánchez      |         | PSOE-A             |
| Tarragona                  | 132.299                 | Josep Fèlix Ballesteros        |         | PSC                      | Pau Ricomà                     |         | ERC                |
| Torrejón de Ardoz          | 129.729                 | Ignacio Vázquez Casavilla      |         | PPCM                     | Ignacio Vázquez Casavilla      |         | PPCM               |
| Parla                      | 128.256                 | Luis Martínez Hervás           |         | PPCM                     | Ramón Jurado                   |         | PSOE-M             |
| Mataró                     | 126.988                 | David Bote                     |         | PSC                      | David Bote                     |         | PSC                |
| León                       | 124.772                 | Antonio Silván                 |         | PP                       | José Antonio Díez              |         | PSOE               |
| Algeciras                  | 121.414                 | José Ignacio Landaluce         |         | PP-A                     | José Ignacio Landaluce         |         | PP-A               |
| Santa Coloma de Gramanet   | 118.821                 | Núria Parlón                   |         | PSC                      | Núria Parlón                   |         | PSC                |
| Cádiz                      | 116.979                 | José María González Santos     |         | Por Cádiz Sí Se Puede    | José María González Santos     |         | Adelante Cádiz     |
| Alcobendas                 | 116.037                 | Ignacio García de Vinuesa      |         | PPCM                     | Rafael Sánchez Acera           |         | PSOE-M             |
| Jaén                       | 113.457                 | Francisco Javier Márquez       |         | PP-A                     | Julio Millán                   |         | PSOE-A             |
| Orense                     | 105.505                 | Jesús Vázquez Abad             |         | PPdeG                    | Gonzalo Pérez Jácome           |         | DO                 |
| Reus                       | 103.477                 | Carles Pellicer Punyed         |         | PDeCAT                   | Carles Pellicer Punyed         |         | JUNTSxCAT          |
| Telde                      | 102.424                 | Carmen Hernández               |         | NC                       | Héctor Suárez                  |         | CC                 |
| Baracaldo                  | 100.435                 | Amaia del Campo Berasategi     |         | PNV                      | Amaia del Campo Berasategi     |         | PNV                |
| Gerona                     | 100.266                 | Marta Madrenas                 |         | PDeCAT                   | Marta Madrenas                 |         | JxCAT-JUNTS        |
| Lugo                       | 98.025                  | Lara Méndez                    |         | PSdeG-PSOE               | Lara Méndez                    |         | PSdeG-PSOE         |
| Santiago de Compostela     | 96.405                  | Martiño Noriega Sánchez        |         | Compostela Aberta        | Xosé Sánchez                   |         | PSdeG-PSOE         |
| Cáceres                    | 96.068                  | Elena Nevado del Campo         |         | PP de Extremadura        | Luis Salaya                    |         | PSOE-Extremadura   |
| Las Rozas de Madrid        | 95.550                  | José de la Uz                  |         | PPCM                     | José de la Uz                  |         | PPCM               |
| San Fernando               | 95.174                  | Patricia Cavada                |         | PSOE-A                   | Patricia Cavada                |         | PSOE-A             |
| Roquetas de Mar            | 94.925                  | Gabriel Amat Ayllón            |         | PP-A                     | Gabriel Amat Ayllón            |         | PP-A               |
| Lorca                      | 93.079                  | Fulgencio Gil Jódar            |         | PP                       | Diego Mateos                   |         | PSRM-PSOE          |
| Sant Cugat del Vallés      | 90.664                  | Carmela Fortuny                |         | PDeCAT                   | Mireia Ingla                   |         | ERC                |
| El Puerto de Santa María   | 88.364                  | David de la Encina             |         | PSOE-A                   | Germán Beardo                  |         | PP-A               |
| San Sebastián de los Reyes | 87.724                  | Narciso Romero                 |         | PSOE-M                   | Narciso Romero                 |         | PSOE-M             |
| Cornellá de Llobregat      | 87.173                  | Antonio Balmón                 |         | PSC                      | Antonio Balmón                 |         | PSC                |
| Guadalajara                | 86.222                  | Antonio Román Jasanada         |         | PP                       | Alberto Rojo Blas              |         | PSCM-PSOE          |
| Pozuelo de Alarcón         | 86.172                  | Susana Pérez Quislant          |         | PPCM                     | Susana Pérez Quislant          |         | PPCM               |
| Rivas-Vaciamadrid          | 85.893                  | Pedro del Cura                 |         | IU-Equo-Somos Rivas      | Pedro del Cura                 |         | IU-Equo-Más Madrid |
| El Ejido                   | 84.710                  | Francisco Góngora Cara         |         | PP-A                     | Francisco Góngora Cara         |         | PP-A               |
| Toledo                     | 84.282                  | Milagros Tolón                 |         | PSCM-PSOE                | Milagros Tolón                 |         | PSCM-PSOE          |
| Chiclana de la Frontera    | 83.831                  | José María Román Guerrero      |         | PSOE-A                   | José María Román Guerrero      |         | PSOE-A             |
| Talavera de la Reina       | 83.009                  | Jaime Ramos Torres             |         | PP                       | María Agustina García          |         | PSOE-M             |
| San Baudilio de Llobregat  | 82.904                  | Lluïsa Moret Sabidó            |         | PSC                      | Lluïsa Moret Sabidó            |         | PSC                |
| Pontevedra                 | 82.802                  | Miguel Anxo Fernández Lores    |         | BNG                      | Miguel Anxo Fernández Lores    |         | BNG                |
| Torrevieja                 | 82.599                  | José Manuel Dolón              |         | EVPV                     | Eduardo Dolón                  |         | PPCV               |
| Coslada                    | 81.860                  | Ángel Viveros Gutiérrez        |         | PSOE-M                   | Ángel Viveros Gutiérrez        |         | PSOE-M             |
| Torrente                   | 81.245                  | Jesús Ros Piles                |         | PSPV-PSOE                | Jesús Ros Piles                |         | PSPV-PSOE          |
| Vélez-Málaga               | 80.817                  | Antonio Moreno Ferrer          |         | PSOE-A                   | Antonio Moreno Ferrer          |         | PSOE-A             |
| Mijas                      | 80.630                  | Juan Carlos Maldonado Estévez  |         | Ciudadanos               | José Antonio González          |         | PSOE-A             |
| Arona                      | 79.448                  | José Julián Mena Pérez         |         | PSOE Canarias            | José Julián Mena Pérez         |         | PSOE Canarias      |
| Avilés                     | 78.715                  | Mariví Monteserín              |         | FSA-PSOE                 | Mariví Monteserín              |         | FSA-PSOE           |
| Palencia                   | 78.629                  | Alfonso Polanco                |         | PP                       | Mario Simón                    |         | Ciudadanos         |
| Guecho                     | 78.276                  | Imanol Landa                   |         | PNV                      | Amaia Aguirre                  |         | PNV                |
| Orihuela                   | 76.778                  | Emilio Bascuñana Galiano       |         | PPCV                     | Emilio Bascuñana Galiano       |         | PPCV               |
| Rubí                       | 76.423                  | Ana María Martínez             |         | PSC                      | Ana María Martínez             |         | PSC                |
| Manresa                    | 76.250                  | Valentí Junyent                |         | PDeCAT                   | Marc Aloy                      |         | ERC                |
| Fuengirola                 | 75.396                  | Ana María Mula Redruello       |         | PP-A                     | Ana María Mula Redruello       |         | PP-A               |
| Alcalá de Guadaíra         | 75.256                  | Ana Isabel Jiménez             |         | PSOE-A                   | Ana Isabel Jiménez             |         | PSOE-A             |
| Valdemoro                  | 74.745                  | Serafín Faraldos Moreno        |         | PSOE - PSM               | Sergio Parra                   |         | Ciudadanos         |
| Ciudad Real                | 74.743                  | Pilar Zamora                   |         | PSCM-PSOE                | Pilar Zamora                   |         | PSCM-PSOE          |
| Gandía                     | 73.829                  | Diana Morant                   |         | PSPV-PSOE                | Diana Morant                   |         | PSPV-PSOE          |
| Santa Lucía de Tirajana    | 71.863                  | Dunia González Vega            |         | NC                       | Santiago Rodríguez             |         | Fortaleza          |
| Majadahonda                | 71.785                  | Narciso de Foxá                |         | PPCM                     | José Luis Álvarez              |         | PPCM               |
| Molina de Segura           | 70.964                  | Esther Clavero Mira            |         | PSRM-PSOE                | Esther Clavero Mira            |         | PSRM-PSOE          |
| Paterna                    | 69.156                  | Juan Antonio Sagredo           |         | PSPV-PSOE                | Juan Antonio Sagredo           |         | PSPV-PSOE          |
| Torremolinos               | 68.262                  | José Ortiz García              |         | PSOE-A                   | José Ortiz García              |         | PSOE-A             |
| Sanlúcar de Barrameda      | 68.037                  | Víctor Mora Escobar            |         | PSOE-A                   | Víctor Mora Escobar            |         | PSOE-A             |
| Benalmádena                | 67.746                  | Victoriano Navas Pérez         |         | PSOE-A                   | Victoriano Navas Pérez         |         | PSOE-A             |
| Benidorm                   | 67.558                  | Antonio Pérez Pérez            |         | PPCV                     | Antonio Pérez Pérez            |         | PPCV               |
| Estepona                   | 67.012                  | José María García Urbano       |         | PP-A                     | José María García Urbano       |         | PP-A               |
| Ferrol                     | 66.799                  | Jorge Juan Suárez Fernández    |         | Ferrol en Común          | Ángel Mato                     |         | PSdeG-PSOE         |
| Castelldefels              | 66.375                  | María Miranda                  |         | PSC                      | María Miranda                  |         | PSC                |
| Villanueva y Geltrú        | 66.274                  | Neus Lloveras i Massana        |         | PDeCAT                   | Olga Arnau                     |         | ERC                |
| Viladecans                 | 66.168                  | Carles Ruiz Novella            |         | PSC                      | Carles Ruiz Novella            |         | PSC                |
| Sagunto                    | 65.669                  | Quico Fernández                |         | Compromís                | Darío Moreno                   |         | PSPV-PSOE          |
| Ponferrada                 | 65.239                  | Gloria Fernández               |         | PP                       | Olegario Ramón                 |         | PSOE               |
| El Prat de Llobregat       | 64.132                  | Lluís Tejedor                  |         | ICV-EUiA                 | Lluís Mijoler                  |         | El Prat en Comú    |
| Collado-Villalba           | 63.074                  | María Dolores Vargas Fernández |         | PPCM                     | María Dolores Vargas Fernández |         | PPCM               |
| La Línea de la Concepción  | 62.940                  | José Juan Franco               |         | La Línea 100x100         | José Juan Franco               |         | La Línea 100x100   |
| Irún                       | 61.983                  | José Antonio Santano Clavero   |         | PSE-EE                   | José Antonio Santano Clavero   |         | PSE-EE             |
| Zamora                     | 61.827                  | Francisco Guarido              |         | IU                       | Francisco Guarido              |         | IU                 |
| Arrecife                   | 61.351                  | José Montelongo                |         | PSOE Canarias            | Astrid Pérez                   |         | PP de Canarias     |
| Granollers                 | 60.981                  | Josep Mayoral                  |         | PSC                      | Josep Mayoral                  |         | PSC                |
| Motril                     | 60.592                  | Flor Almon Fernández           |         | PSOE-A                   | Luisa García                   |         | PP-A               |
| Mérida                     | 59.352                  | Antonio Rodríguez Osuna        |         | PSOE-Extremadura         | Antonio Rodríguez Osuna        |         | PSOE-Extremadura   |
| Aranjuez                   | 59.352                  | Cristina Moreno                |         | PSOE-M                   | María José Martínez            |         | PPCM               |
| Alcoy                      | 58.977                  | Antonio Francés Pérez          |         | PSPV-PSOE                | Antonio Francés Pérez          |         | PSPV-PSOE          |
| Linares                    | 57.811                  | Juan Fernández                 |         | PSOE-A                   | Raúl Caro-Accino               |         | Ciudadanos         |
| San Vicente del Raspeig    | 57.785                  | Jesús Villar Notario           |         | PSPV-PSOE                | Jesús Villar Notario           |         | PSPV-PSOE          |
| Sardañola del Vallés       | 57.740                  | Carles Escolà                  |         | Compromís per Cerdanyola | Carlos Cordón                  |         | PSC                |
| Ávila                      | 57.657                  | José Luis Rivas Hernández      |         | PP                       | Jesús Manuel Sánchez           |         | XAV                |
| Cuenca                     | 54.898                  | Ángel Mariscal Estrada         |         | PP                       | Darío Dolz                     |         | PSCM-PSOE          |
| Arganda del Rey            | 54.554                  | Guillermo Hita                 |         | PSOE-M                   | Guillermo Hita                 |         | PSOE-M             |
| San Bartolomé de Tirajana  | 53.588                  | Marco Aurelio Pérez            |         | PP de Canarias           | Conchi Narváez                 |         | PSOE Canarias      |
| Boadilla del Monte         | 52.626                  | Antonio González Terol         |         | PPCM                     | Javier Úbeda                   |         | PPCM               |
| Utrera                     | 52.617                  | José María Villalobos          |         | PSOE-A                   | José María Villalobos          |         | PSOE-A             |
| Huesca                     | 52.463                  | Luis Felipe Serrate            |         | PSOE-Aragón              | Luis Felipe Serrate            |         | PSOE-Aragón        |
| Elda                       | 52.404                  | Rubén Alfaro Bernabé           |         | PSPV-PSOE                | Rubén Alfaro Bernabé           |         | PSPV-PSOE          |
| Torrelavega                | 51.687                  | José Manuel Cruz Viadero       |         | PSC-PSOE                 | Javier López Estrada           |         | PRC                |
| Segovia                    | 51.683                  | Clara Luquero                  |         | PSOE                     | Clara Luquero                  |         | PSOE               |
| Siero                      | 51.662                  | Ángel García Cepi              |         | FSA-PSOE                 | Ángel García Cepi              |         | FSA-PSOE           |
| Pinto                      | 51.541                  | Rafael Sánchez Romero          |         | Unidas Pinto             | Diego Ortiz                    |         | PSOE-M             |
| Mollet del Vallés          | 51.133                  | Josep Monràs i Galindo         |         | PSC                      | Josep Monràs i Galindo         |         | PSC                |
| Villarreal                 | 50.577                  | José Benlloch Fernández        |         | PSPV-PSOE                | José Benlloch Fernández        |         | PSPV-PSOE          |